# Гюпчево
Гюпчево (на гръцки: Γυψοχώρι, Гипсохори, катаревуса Γυψοχώριον, Гипсохорион, до 1926 година Γύψοβο, Гипсово или Γιούψοβο, Гюпсово) е село в Егейска Македония, дем Пела на област Централна Македония.

## География
Селото е разположено на 20 m надморска височина в Солунското поле на 5 km северно от Кадиново (Галатадес).

## История

### В Османската империя
Църквата „Свети Атанасий“ в Гюпчево е построена в 1857 (или 1851) година. В началото на XX век Гюпчево е село в Ениджевардарска каза на Османската империя. Към 1900 година според статистиката на Васил Кънчов („Македония. Етнография и статистика“) Гюпчево брои 260 жители българи.
Цялото население на селото е под върховенството на Българската екзархия. По данни на секретаря на Екзархията Димитър Мишев („La Macédoine et sa Population Chrétienne“) в 1905 година в Гюпчево (Guioptchevo) има 360 българи екзархисти.

### В Гърция
През Балканската война в 1912 година селото е окупирано от гръцки части и остава в Гърция след Междусъюзническата война в 1913 година.
Боривое Милоевич пише в 1921 година („Южна Македония“), че Джупчево (Ђупчево) има 37 къщи славяни християни.
В 1924 година в България се изселват 33 местни жители и на тяхно място са настанени 10 семейства понтийски гърци бежанци от Турция или 33 души. В 1926 година селото е прекръстено на Гипсохорион. Според преброяването от 1928 година селото е чисто бежанско с 13 бежански семейства с 37 души. Според Тодор Симовски селото е смесено местно-бежанско. Статистиката на Народоосвободителния фронт от 1947 година показва, че в селото има 60 бежанци.
През Втората световна война 47 души от селото членуват в Солунския български клуб и притежават лични карти.
По време на Гражданската война в Гърция (1946 - 1949) няколко семейства и отделни хора емигрират в социалистическите страни. От 428 жители в 1991 година според Симовски местните са абсолютно мнозинство.
Селото произвежда ябълки, пшеница, бостан, като е развито и скотовъдството.
| Година    | 1913 | 1920 | 1928 | 1940 | 1951 | 1961 | 1971 | 1981 | 1991 | 2001 | 2011 | 2021 |
| --------- | ---- | ---- | ---- | ---- | ---- | ---- | ---- | ---- | ---- | ---- | ---- | ---- |
| Население | 225  | 233  | 286  | 345  | 384  | 409  | 419  | 447  | 428  | 470  | 378  | 307  |

## Личности
Родени в Гюпчево
- Андон Поппетров, български революционер от ВМОРО[8], ренегат на гръцка служба[9]
- Атанас Новаков, български революционер от ВМОРО[8], ренегат на гръцка служба[9]
- Атанас Мицанга, български революционер от ВМОРО[8]
- Атанас Писмишев, български революционер от ВМОРО[8], ренегат на гръцка служба[9]
- Ване Каравасилев, български революционер от ВМОРО[8]
- Ване Писмишев, гръцки андартски деец[9]
- Васил Карандонов, български революционер от ВМОРО[8]
- Георги Карамзалиев, български революционер от ВМОРО[8], ренегат на гръцка служба[9]
- Георги Мицангов, български революционер от ВМОРО[8]
- Георги Папастанков, български революционер от ВМОРО[8]
- Глигор Делев, български революционер от ВМОРО[8], ренегат на гръцка служба[9]
- Гонджо Клайчев, български революционер, деец на ВМОРО, загинал преди 1918 г.[10]
- Димитър Димилиев, български революционер от ВМОРО[8]
- Димитър Карандонов, български революционер от ВМОРО[8], ренегат на гръцка служба[9]
- Евтим Карандонов, български революционер от ВМОРО[8]
- Иван Каравасилев, гръцки андартски деец[9]
- Иван Мицангов, български революционер от ВМОРО[8]
- Иван Узунов, български революционер от ВМОРО[8]
- Иван Писмишев, български революционер от ВМОРО[8]
- Костадин Делев, български революционер от ВМОРО[8], ренегат на гръцка служба[9]
- Кръстьо Узунов (1875 - 1946), български революционер от ВМОРО[8]
- Кръсто Камчев, български революционер от ВМОРО[8], ренегат на гръцка служба[9]
- Никола Каравасилев, български революционер от ВМОРО[8]
- Ристо Самарджиев, български революционер от ВМОРО[8]
- Ристо Тръпчев, български революционер от ВМОРО[8]
- Петре Камче, български революционер от ВМОРО[8]
- Стоян Камчев, български революционер от ВМОРО[8]
- Томо Узунов, български революционер от ВМОРО[8]

Починали в Гюпчево
- Христо Митов (? – 1907), гръцки андарт
- Гоце Калайджията, български революционер, убит паралелно с Митов и още един гъркоман от селото[11]